# Realismo histérico
Realismo histérico o postmodernismo recherché es una corriente literaria surgida con el posmodernismo. Pone su acento en la descripción detallada de los hechos llevándolo hasta un extremo irreconocible. Se coloca el adjetivo histérico a este tipo de realismo por el juego introducido en el contrato de lectura entre  el narrador y los lectores. El deseo nunca termina de realizarse a nivel de catálisis aristotélica siempre queda en suspenso o a nivel del psicoanálisis freudiano se busca la figura de un lector castrado que nunca termina de desarrollar su propio potencial.

## Origen del término
Es un término acuñado en el 2000 por el crítico inglés James Wood para describir lo que él ve como un género literario tipificado por un fuerte contraste entre la prosa elaboradamente absurda, la trama o la caracterización, por un lado, y cuidadosas, investigaciones detalladas de fenómenos sociales reales, específicos por el otro.
Wood introdujo el término en un ensayo sobre los dientes blancos de Zadie Smith, que apareció en la edición del 24 de julio de 2000 de The New Republic. Wood usa el término para denotar la concepción contemporánea de la "novela grande y ambiciosa" que persigue "la vitalidad a toda costa" y, en consecuencia, "sabe mil cosas pero no conoce a un solo ser humano".
Él criticó el género como un intento de "convertir la ficción en una teoría social", y un intento de decir a los lectores "cómo funciona el mundo en lugar de cómo se siente alguien acerca de algo". Wood apunta a Don DeLillo y Thomas Pynchon como los antepasados del género, que continúa, dice Wood, en escritores como David Foster Wallace. En respuesta, Zadie Smith describió el realismo histérico como un "término dolorosamente exacto para el tipo de prosa maníaca exagerada que se encuentra en novelas como mis propios dientes blancos y algunos otros [Wood] que fue lo suficientemente dulce como para mencionar".
Smith calificó el término, sin embargo, explicando que "cualquier término colectivo para un supuesto movimiento literario es siempre una red demasiado grande, que atrapa a delfines significativos entre tanto atún canable".
La línea de argumentación de Wood se hace eco de muchas críticas comunes del arte posmodernista en general. En particular, los ataques de Wood a DeLillo y Pynchon claramente hacen eco de críticas similares que otros críticos ya habían presentado contra ellos una generación antes.  El estilo de prosa "histérica" a menudo se combina con efectos "realistas", casi periodísticos, como la descripción de Pynchon de estudios de tierras del siglo XVIII en Mason & Dixon, y el trato que Don DeLillo da a Lee Harvey Oswald en Libra.

## Lista de libros a menudo asociados con el realismo histérico
- Gravity's Rainbow de Thomas Pynchon[3]
- Midnight's Children de Salman Rushdie[3]
- Infinite Jest de David Foster Wallace[4]
- Mason and Dixon de Thomas Pynchon[4]
- Underworld de Don Delillo[3]
- White Teeth de Zadie Smith[3]
- The Corrections de Jonathan Franzen[4]
- Middlesex de Jeffrey Eugenides[4]
- Estados Unidos de Banana de Giannina Braschi
- 2666 de Roberto Bolano[3]
- The Brief and Wondrous Life of Oscar Wao de Junot Diaz[3]
- Los Monstruos de Dave Eggers